# فابيو كونتي
فابيو كونتي (بالإيطالية: Fabio Conti)‏ هو سباح إيطالي، ولد في 22 مارس 1972 في روما في إيطاليا.